# Хайнрих Шюц
Хайнрих Шюц (на немски: Heinrich Schütz) е германски композитор и органист, считан за най-важния германски композитор преди Йохан Себастиан Бах и разглеждан, като един от най-важните композитори на 17 век, наред с Клаудио Монтеверди.